# Нгени, Ной
Ной Кипроно Нгени (англ. Noah Kiprono Ngeny; род. 2 ноября 1978, Элдорет) — кенийский бегун на средние дистанции. Олимпийский чемпион 2000 года в беге на 1500 метров. Обладатель мирового рекорда на дистанции 1000 метров.

## Биография
Ной родился в деревне Кабенес, в провинции Рифт-Валли на западе Кении. В школьные годы играл в волейбол, но не достиг серьёзных успехов. С 1996 года начинает серьёзно заниматься лёгкой атлетикой, в частности бегом на средние дистанции.

### Спортсмен
В 1997 году Ной устанавливает два мировых рекорда среди юниоров, показав результат 3.32,91 на 1500 метров в Монако и 3.50,41 на 1 милю в Ницце. 24 августа 1999 года стал серебряным призёром чемпионата мира в беге на 1500 метров.
5 сентября 1999 года на соревнованиях в Риети установил мировой рекорд на 1000 метров — 2.11,96. Он побил рекорд выдающегося английского средневика Себастьяна Коу, который держался уже 18 лет. Является единственным человеком в истории который пробежал один километр быстрее 2.12,00.
Своей главной победы добился на Олимпийских играх 2000 года в Сиднее. В финальном забеге на 1500 метров одержал сенсационную победу, опередив действующего рекордсмена мира на этой дистанции марокканского бегуна Хишама Эль-Герружа. Через неделю после завершения олимпийских игр его жена родила дочку, которую назвали в честь Олимпиады — Мэрион Сидней Нгени (англ. Marion Sydney Ngeny).
22 ноября 2006 года официально объявил о завершении спортивной карьеры, из-за мучивших его травм. По его собственным словам он проводил у физиотерапевта больше времени, чем на тренировке.

### Тренер
После завершения спортивной карьеры Нгени был тренером по легкой атлетике Сил обороны Кении. Позже он стал представителем спортсменов Кении. В 2016 году покинул свой пост в знак протеста против реакции представителей Кении на допинговый кризис.

## Результаты

### Рекорды
| Дистанция    | Время       | Дата            | Место       |
| Рекорд мира  | Рекорд мира | Рекорд мира     | Рекорд мира |
| ------------ | ----------- | --------------- | ----------- |
| 1000 метров  | 2.11,96     | 5 сентября 1999 | Риети       |
| Рекорд Кении |             |                 |             |
| 1 миля       | 3.43,40     | 7 июля 1999     | Рим         |
| Личные       |             |                 |             |
| 800 метров   | 1.44,49     | 28 июля 2000    | Осло        |
| 1500 метров  | 3.28,12     | 11 августа 2000 | Цюрих       |
| 2000 метров  | 4.50,08     | 30 июля 1999    | Стокгольм   |
| 3000 метров  | 7.35,46     | 9 июня 2000     | Севилья     |